# Estación de Usera
Usera es una estación de la Línea 6 del Metro de Madrid situada bajo la calle de Amparo Usera, en el distrito de igual nombre.
Del 31 de mayo al 5 de septiembre de 2025, la estación permanece cerrada por el cierre del arco oeste Moncloa-Méndez Álvaro, cortado por obras de automatización de línea. Se establece un Servicio Especial de autobús gratuito entre ambas estaciones.

## Historia
La estación fue inaugurada el 7 de mayo de 1981 con el tramo entre Pacífico y Oporto. Ha sido remodelada a lo largo de 2007 para hacerla accesible a personas con movilidad reducida, y se han sustituido las bóvedas metálicas y las paredes de piedra de la misma por vitrex blanco. Los nuevos ascensores instalados entraron en pleno servicio a mediados de abril de 2008. Con ellos se evitan los largos tramos de escaleras debidos a la importante profundidad de la estación. La decoración de la estación, tiene motivos de origen oriental, dado el origen de muchos de los vecinos del distrito (China).

## Accesos
Vestíbulo Amparo Usera
- Amparo Usera C/ Amparo Usera, 46
- Ascensor C/ Amparo Usera, 46

Vestíbulo Mirasierra
- Mirasierra C/ Mirasierra, 33 (esquina C/ Carmen Bruguera)

## Líneas y conexiones

### Metro
| << cabecera | < estación     | línea | estación > | cabecera >> |
| ----------- | -------------- | ----- | ---------- | ----------- |
| Circular    | Plaza Elíptica |       | Legazpi    | Circular    |

### Autobuses
| Diurnos   |                         |                                 |
| Línea     | Destino                 | Parada                          |
| 47        | Carabanchel Alto        | 2424 MARCELO USERA-FERROVIARIOS |
| 247       | Colonia San José Obrero | 2424 MARCELO USERA-FERROVIARIOS |
| 47        | Atocha                  | 2425 MARCELO USERA-FERROVIARIOS |
| 247       | Atocha                  | 2425 MARCELO USERA-FERROVIARIOS |
| Nocturnos |                         |                                 |
| Línea     | Destino                 | Parada                          |
| N15       | Hospital 12 de Octubre  | 2424 MARCELO USERA-FERROVIARIOS |
| N15       | Plaza de Cibeles        | 2425 MARCELO USERA-FERROVIARIOS |